# International Bodyboarding Association
Pour les articles homonymes, voir IBA.
 (février 2023).
Si vous disposez d'ouvrages ou d'articles de référence ou si vous connaissez des sites web de qualité traitant du thème abordé ici, merci de compléter l'article en donnant les références utiles à sa vérifiabilité et en les liant à la section « Notes et références ».
L'International Bodyboarding Association, ou IBA, est une fédération sportive internationale constituant le principal organisme dirigeant du bodyboard. Fondé [Quand ?], il organise un Tour annuel, le principal événement pour la discipline.